# Dunam
Dunam hoặc dönüm, dunum, donum là một đơn vị đo diện tích, được sử dụng trong đế quốc Ottoman và hiện nay vẫn còn được dùng, trong nhiều phiên bản tiêu chuẩn khác nhau tại nhiều quốc gia trước kia thuộc đế quốc Ottoman.
Dunam được định nghĩa là 40 bước tiêu chuẩn (pace = 1,48 m) chiều dài và chiều rộng, nhưng không thống nhất, mà thay đổi đáng kể mỗi nơi một khác.
Tên dönüm, theo tiếng Thổ Nhĩ Kỳ của đế quốc Ottoman ضنمق / dönmek ((cày) lật lại) dường như là một từ dịch sao phỏng của từ stremma của đế quốc Byzantine và có cùng kích thước như thế. Có thể là người Ottoman đã vay mượn tiếng của người Byzantine trong vùng Mysia-Bithynia. Trong tiếng Ả Rập, từ này được viết là دونم (dūnam).
Các kiểu khác nhau:
- Ở Israel, Jordan, Liban và Thổ Nhĩ Kỳ: 1 dunam = 1.000 m² (10.764 feet vuông). Thời kỳ cuối thuộc đế quốc Ottoman và trong các năm đầu dưới quyền ủy trị cho Anh của Palestine, kích thước 1 dönüm là 919,3 m² (9.895 feet vuông), nhưng năm 1928 đổi thành 1.000 m² và vẫn được sử dụng tới nay.[2]
- Ở Bắc Cyprus, donum là 14.400 feet vuông (1.337,8 m²).
- Ở Iraq là 2.500 m² (26.910 feet vuông).
- Ở các nước khác dùng đơn vị đo lường này theo cùng kích thước là Libya, Syria và các nước thuộc Nam Tư cũ.
- Đơn vị stremma của Hy Lạp cũng có kích thước phỏng chừng như vậy, và nghĩa của từ cũng như nhau ('(cày) lật lại').

Hệ dunam được dùng đặc biệt trong các tính toán thủy lực: 1 dunam nhân 1 mm (đơn vị thông thường được dùng trong đo lượng giáng thủy) tương đương chính xác với 1 m³.
Dunam không thuộc đơn vị đo lường quốc tế SI. Đơn vị đo diện tích của SI là mét vuông (m²).

## Quy đổi
Một dunam bằng:
- 1.000 m² (chính xác)
- 0,1 ha (chính xác)
- 1 deca-a (chính xác)
- 10 a (chính xác)
- 0,247105381 mẫu Anh (xấp xỉ)
- 1.195,99005 yard vuông (xấp xỉ)
- 10.763,9104 feet vuông (xấp xỉ)